# Raspailpark
Het Raspailpark (Frans: Parc Raspail) is een publiek park in Ukkel in het Brussels Hoofdstedelijk Gewest.

## Geschiedenis
Het domein ligt tussen de Stallestraat en de Victor Gambierstraat (genaamd Stuyvenbergen) en was oorspronkelijk een landbouwbedrijf dat zich uitstrekte tussen de Ukkelbeek, de Stalleheide en het Hof ten Hecke. Vanaf het midden van de zeventiende eeuw had het goed een hele reeks eigenaars tot het in de negentiende eeuw opgekocht werd door Antoine-Théodore Gambier die het verhuurde aan de Franse scheikundige en politicus François-Vincent Raspail (1794-1878), nadien bleef het gebouw het Raspailhuis heten. Het Raspailhuis werd later omgebouwd naar een tehuis voor mindervalide kinderen en nadien verkocht aan de Belgische Staat met de bedoeling een centraal postkantoor in Ukkel op te richten. Sindsdien werden het huis en de tuin verwaarloosd en rond 1972 werd het gebouw afgebroken.
Het domein omvat een schaduwrijke en vrij vochtige tuin met een tuinmuur, gedeeltelijk gebouwd in Spaanse baksteen. Er bevindt zich een ronde gemetselde toren in baksteen en zandsteen met eronder een gewelfde zaal die waarschijnlijk oorspronkelijk als ijskelder diende. Het gebied is sinds februari 1995 beschermd als landschap.
Bpost, de eigenaar van het domein, verhuurde het aan de gemeente Ukkel die het beheerde. In 2009 besloot Bpost het domein te verkopen en vroeg een prijs van 32€ per m², veel te duur voor de gemeente die van de afkoop afzag. Daarna bleef het park onbeheerd en was het in 2013 een dumpplaats van allerhande afval geworden. In datzelfde jaar probeerde Acqu (Association des comités de quartiers d’Uccle) zonder succes 195.000 euro samen te brengen om het park te redden.

## Flora
In het park bevinden zich een aantal opmerkelijke bomen, waaronder een beuk met een omtrek van 4,2 meter en een gewone plataan met een omtrek van 4,52 meter.